# 八丈岛罂粟蜗牛
八丈岛罂粟蜗牛（学名：Carychium hachijoensis）是罌粟蝸牛屬的一种。罌粟蝸牛屬舊屬原始有肺目罂粟蜗牛科，今屬耳螺目耳螺科罂粟蜗牛亚科。

## 分佈
本物種的模式產地位於日本的八丈島，分佈於台湾多處，常栖息在树林的落叶层。